# Stanwellia inornata
Stanwellia inornata är en spindelart som beskrevs av Main 1972. Stanwellia inornata ingår i släktet Stanwellia och familjen Nemesiidae.
Artens utbredningsområde är Victoria, Australien. Inga underarter finns listade i Catalogue of Life.